# G팔콘
G팔콘(일본어: Gファルコン)은 TV 애니메이션 《기동신세기 건담 X》에 등장하는 가공의 전투기이다.

## 같이 보기
- 기동신세기 건담 X